# Улица Ивана Фёдорова (Киев)
У́лица Ива́на Фёдорова (укр. ву́лиця Іва́на Фе́дорова) — улица в Голосеевском, Печерском и Соломенском районах города Киева, местность Новое Строение. Пролегает от улицы Василия Тютюнника до улицы Протасов Яр.
К улице Ивана Фёдорова примыкают улицы Предславинская, Большая Васильковская, Антоновича, Казимира Малевича и Ямская.
Протяжённость 1,1 км.

## История
Улица Ивана Фёдорова возникла в 1-й половине XIX столетия. С 1855 до 1926 год фиксировалась на картосхемах и в официальной документации под названием Полице́йская. Происхождение этого названия связано с расположением на ней полицейского участка и Полицейского сквера, в котором в праздничные дни давал бесплатные концерты оркестр городской полиции.
Одновременно с этим, с 1903 года улица называлась улицей Ивана Фёдорова. В 1919—1938 годах имела название у́лица Зару́дного, в честь Александра Сергеевича Зарудного. Интересно, что в первой половине XX столетия существовало два известных человека с этим именем, поэтому разные источники дают разные варианты происхождение названия улицы. Первым из них был А. С. Зарудный (1891—1918), эсер, генеральный секретарь земельных дел Украинского Центрального Совета. По другой версии, улица названа в честь А. С. Зарудного (1863—1934), адвоката, который принимал участие в деле Бейлиса, позднее — министра юстиции Временного правительства.
С 1938 года улица снова получает название у́лица Фёдорова. В 1941—1943 годах, во время немецко-фашистской оккупации улица некоторое время называлась в честь Г. Чупрынки. В 1974 году название уточнено на Евге́ния Фёдорова — по имени геофизика Е. К. Фёдорова. Полное современное название в честь первопечатника Ивана Фёдорова — с 1977 года.

## Памятники истории и архитектуры
В конце улицы Ивана Федорова расположен комплекс зданий станции Киев-Товарный (дом № 26, 28, 32), возведённый инженером А. Страусом по проекту архитектора Вербицкого в 1902—1907 годах. Комплекс состоит из жилого здания для работников станции (1907 г., модерн), особняка (начало XX века, модерн), насосной станции (1907 г., кирпичный стиль), пакгаузов (1902—1907 гг., модерн), товарной конторы (1902—1907 гг., модерн) и здания для кондукторов по улице Ямской, 8.

## Учреждения
- Гимназия № 32 (дом № 2)
- Станция Киев-Товарный Юго-Западной железной дороги (дом № 32)
- Посольство Аргентины на Украине (дом № 12)
- Посольство Македонии на Украине (дом № 12)
- Посольство Марокко на Украине (дом № 12)
- Посольство Португалии на Украине (дом № 12)
- Посольство Палестины на Украине (дом № 12)

## Изображения

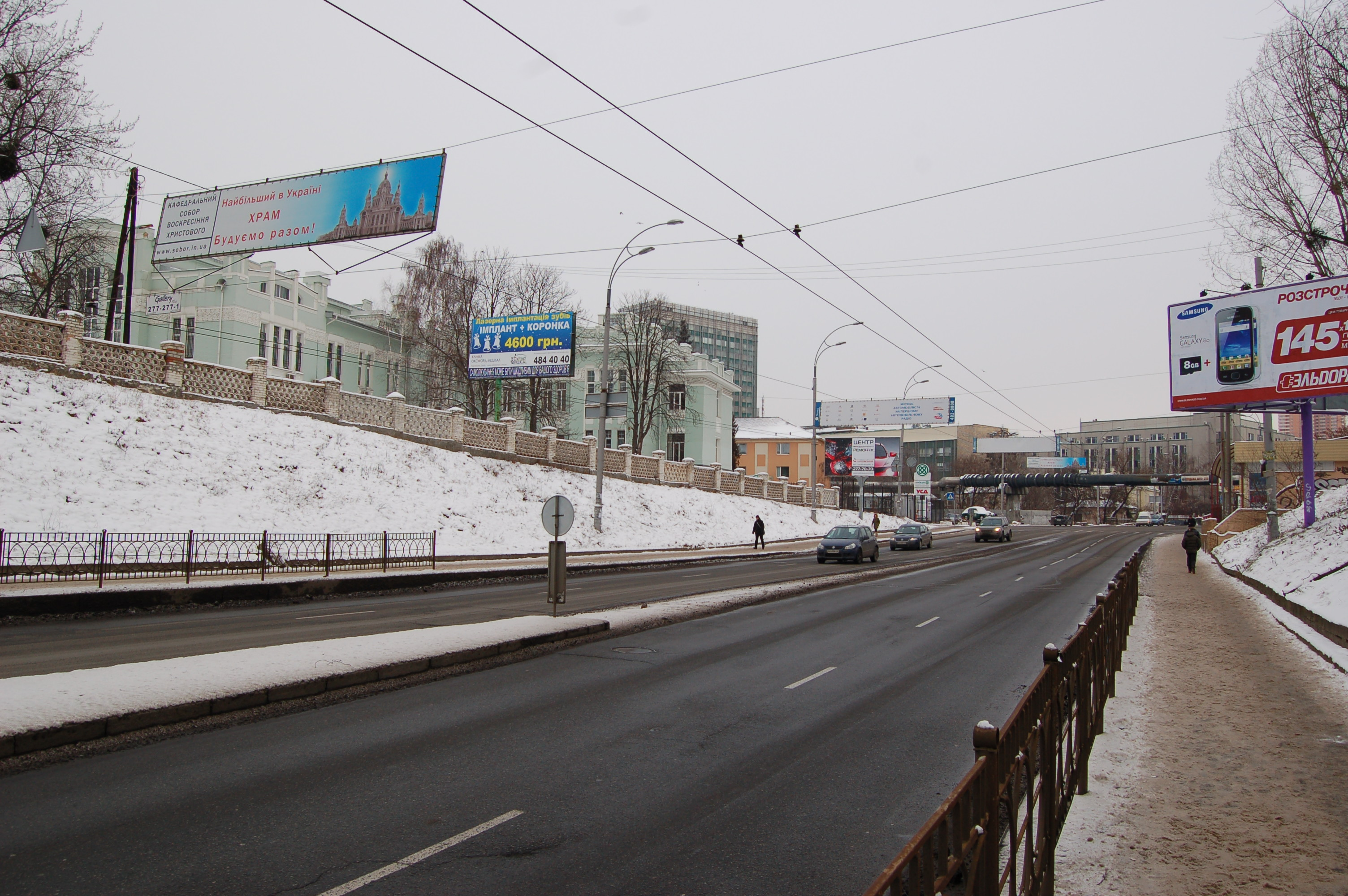
Около станции Киев-Товарный
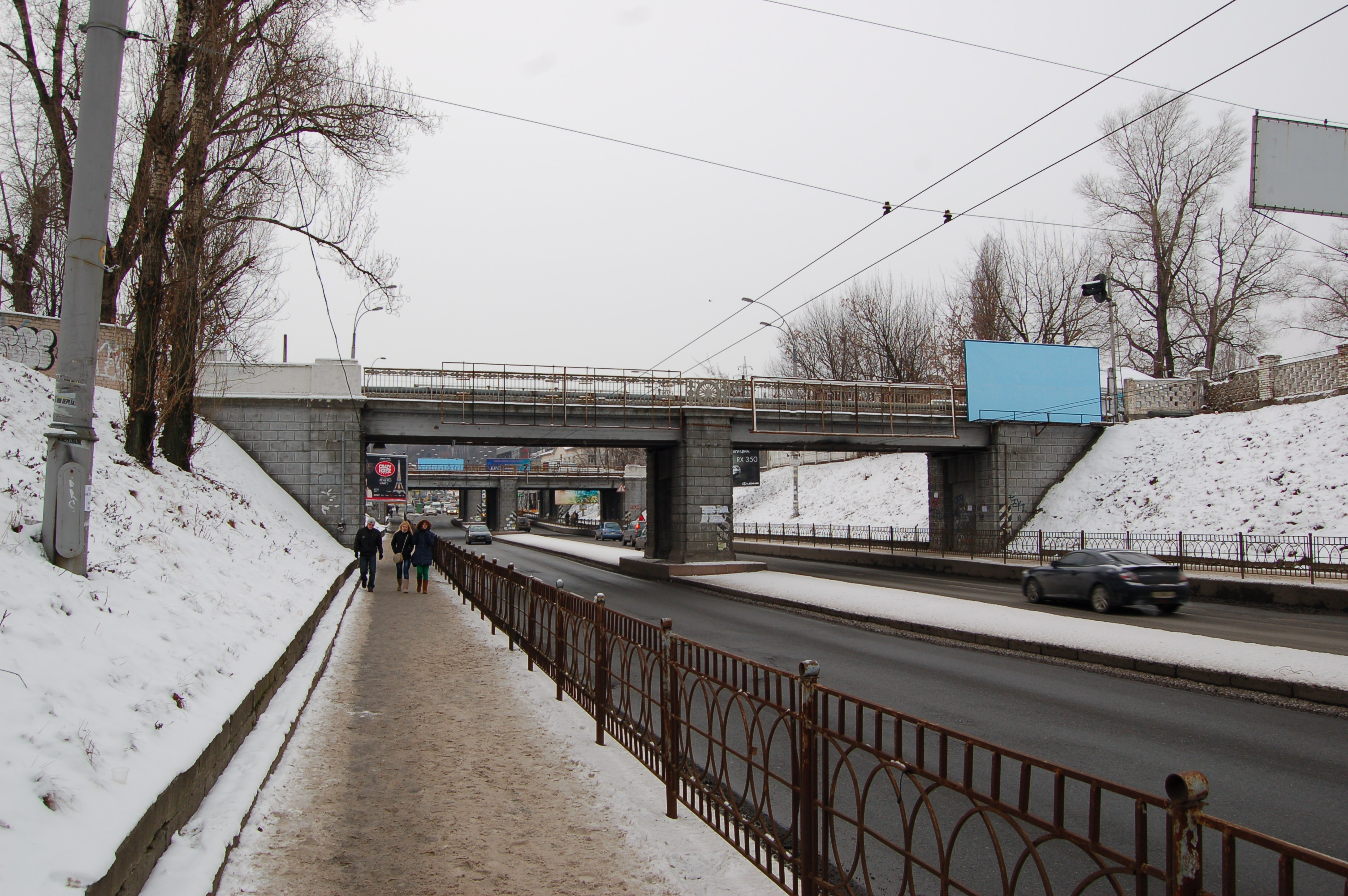
Протасовский путепровод
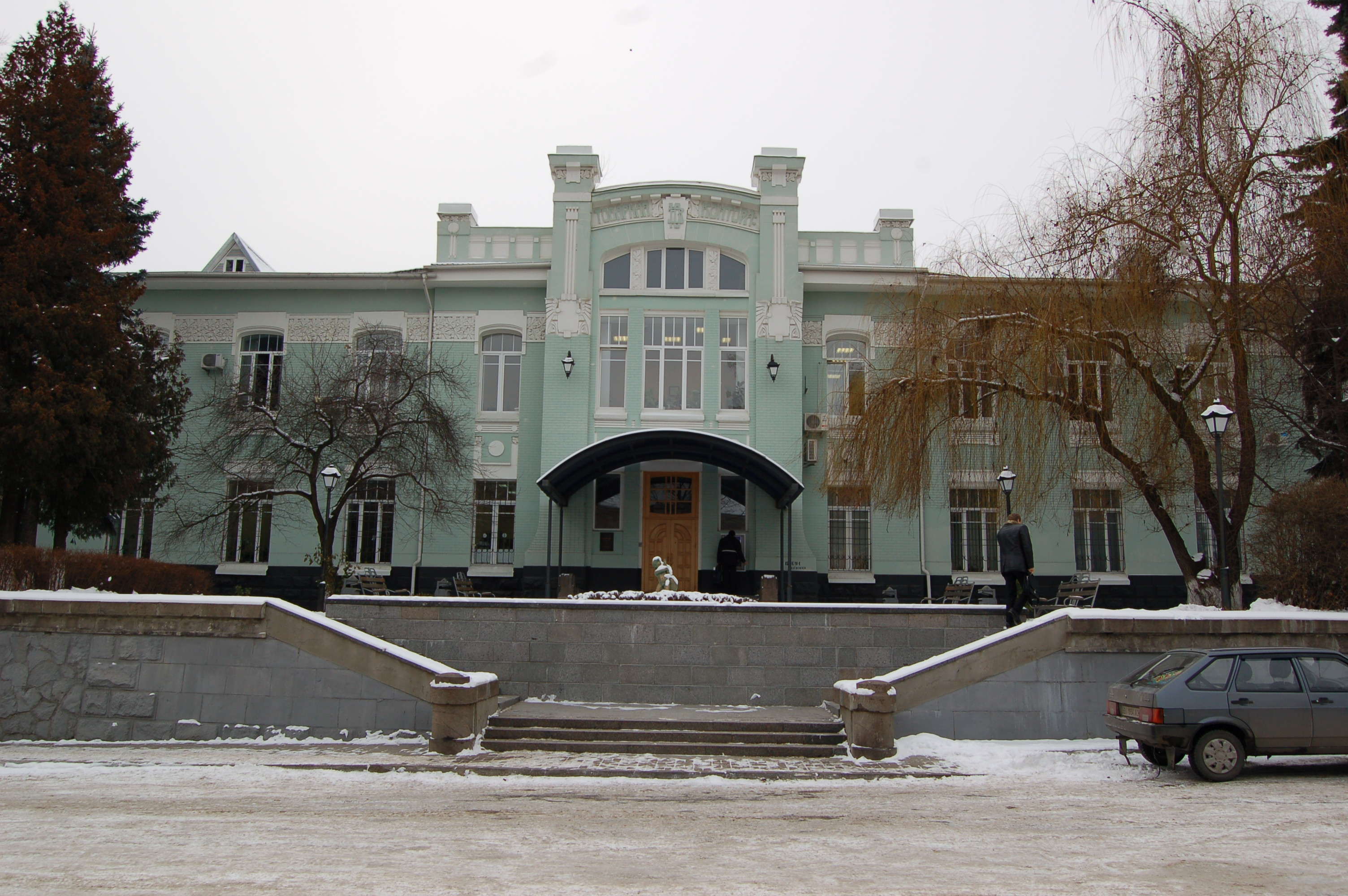
Товарная контора станции Киев-Товарный
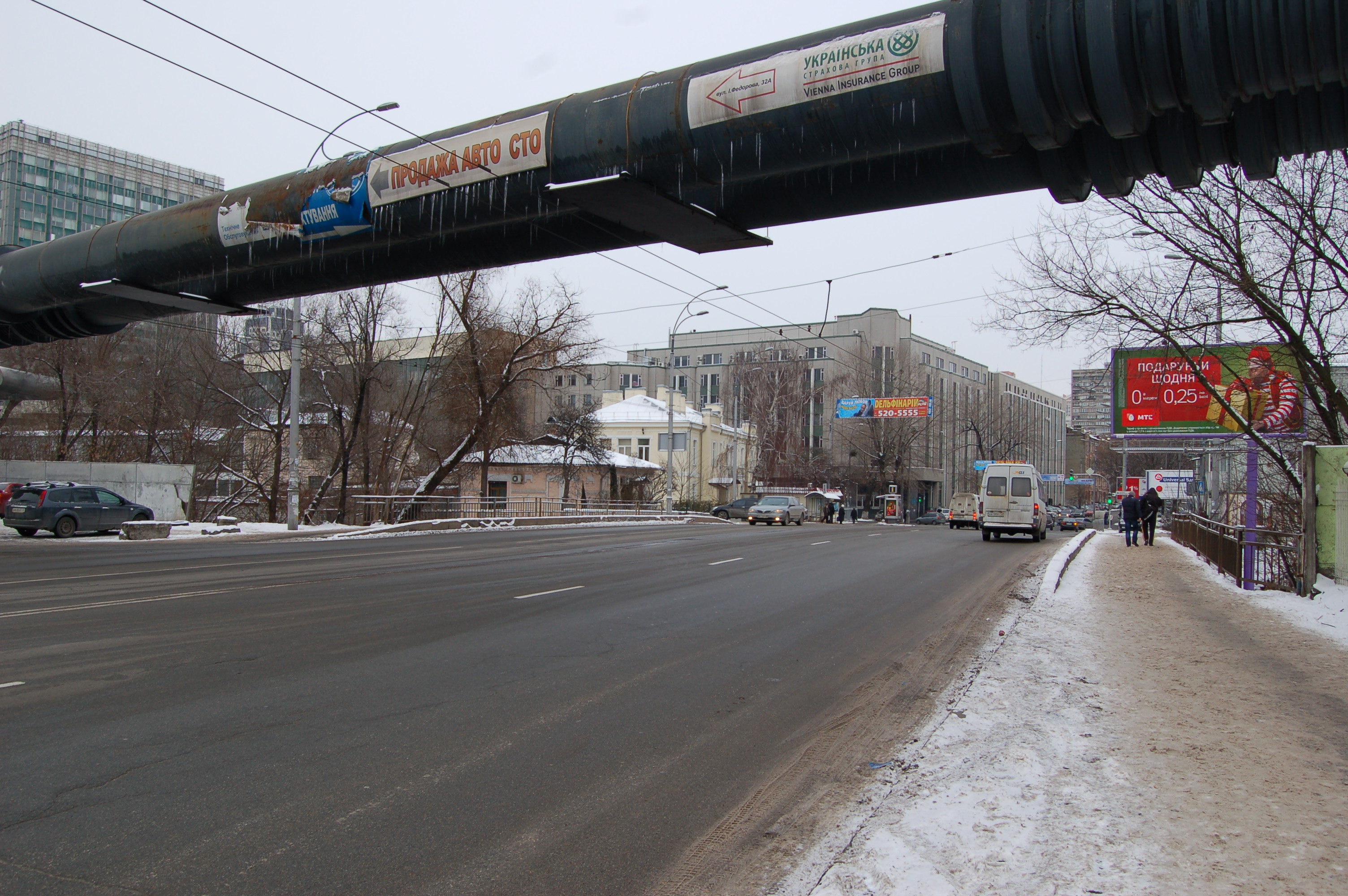
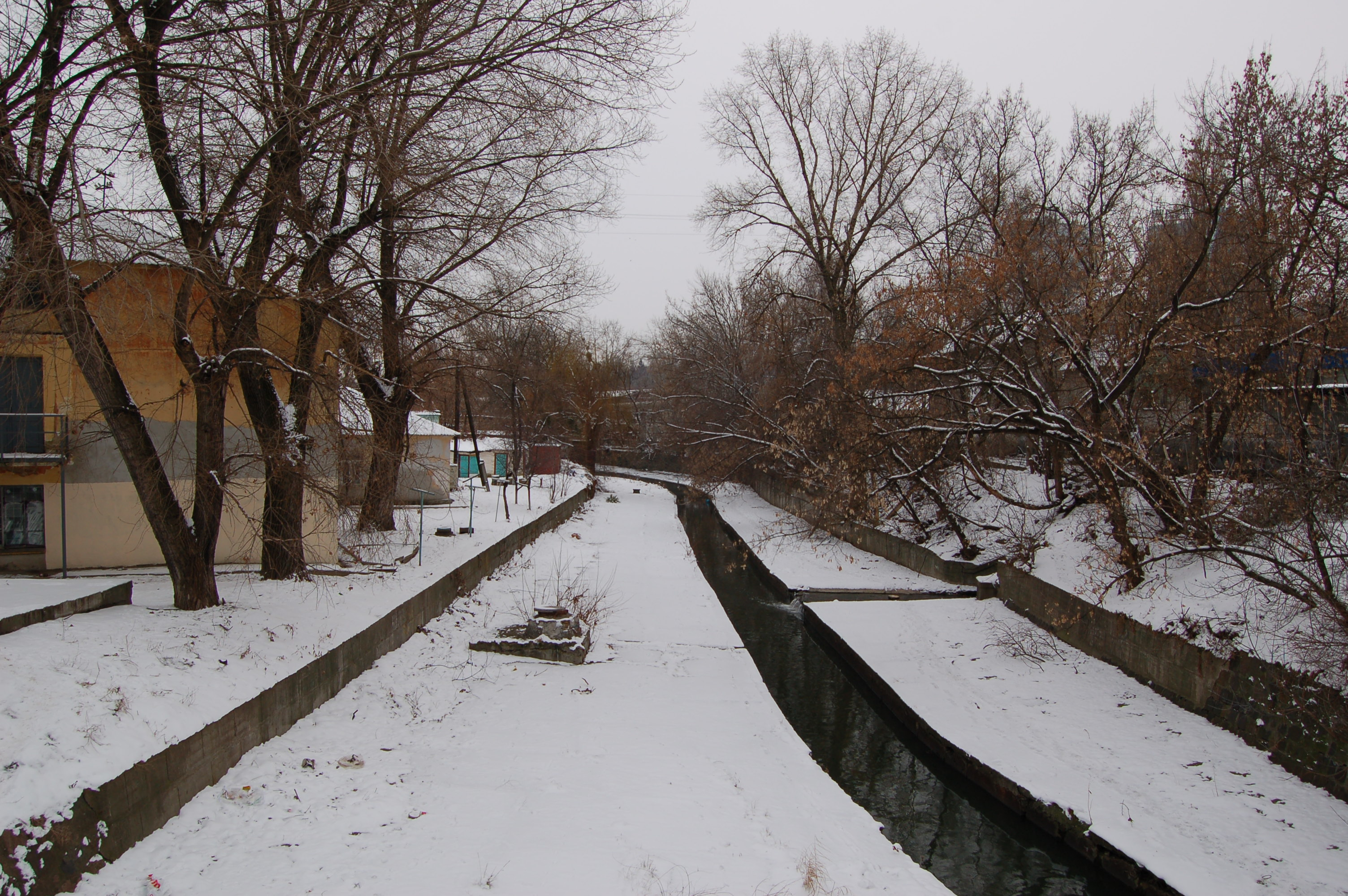
Река Лыбедь